# サマン・ソーチャトロン
サマン・ソーチャトロン（タイ語: สมาน ส.จาตุรงค์, 英語: Saman Sorjaturong、1968年8月2日 - ）は、タイの元プロボクサー。カムペーンペット県出身。元WBC・IBF世界ライトフライ級統一王者で、WBC王座は10度の防衛に成功した。軽量級だが、強打が持ち味であった。

## 来歴
1989年12月24日、プロデビュー。
1993年1月18日、タイミニマム級王座獲得。
1993年7月3日、世界初挑戦。敵地でWBC世界ストロー級王者リカルド・ロペス（メキシコ）に挑むが、2回TKO負け。その後、1階級上のライトフライ級に転向。
1995年7月15日、世界再挑戦。アメリカ・ロサンゼルスでWBC・IBF統一世界ライトフライ級王者ウンベルト・ゴンザレス（メキシコ）に挑み、世界王者を獲得した。
11月に初防衛成功後、IBF王座を返上。以降はWBC王者として通算10度の防衛に成功する。なお、9度目の防衛戦では日本のリングに初登場し、5度目の防衛戦で戦った相手であった挑戦者の八尋史朗を4回TKOで勝利した。
1999年10月17日、11度目の防衛戦。敵地で崔堯三（韓国）と対戦し、12回判定負け。4年あまり保持した世界王座を明け渡した。
2002年2月2日、後楽園ホールで1年ぶりの再起戦。田中光輝とノンタイトル戦を行い、3回TKO勝ちを収めた。その後、4月12日に再起第2戦を行うも10回判定負け。以降、3年間試合から遠ざかる。
2005年2月22日、3年ぶりの復帰戦。WBCの下部組織であるABCOスーパーフライ級暫定王者デビッド・ナコンルアンプロモーション（タイ）に挑むが、4回TKO負け。
2005年6月20日、日本で3度目の試合。後楽園ホールで亀田興毅と対戦し、初回KO負け。この試合を最後に引退した。

## 戦績
- 46勝（35KO）8敗1分